# 小俣利男
小俣 利男（おまた としお、1949年 - ）は、経済地理学を専門とする日本の地理学者、元東洋大学教授。主な研究テーマは、ソビエト連邦〜ロシアの経済地理。

## 経歴
1971年に東京学芸大学教育学部社会科教育選修を卒業し、1973年に同大学院教育学研究科社会科教育修士課程を修了して、東京都の公立高等学校教諭となり、東京都立北豊島工業高等学校などで教鞭を執った。大学在学中から高校教員になってからも、北村嘉行、上野和彦らを中心とした、東京学芸大学を拠点とする工業地理学の研究グループに深く関わった。
1995年に信州短期大学助教授に転じ、1998年まで在職した後、東洋大学に移り、社会学部第一部社会学科教授となった。
2006年、「ソ連・ロシアにおける工業の地域的展開 : 体制転換と移行期の工業立地変動」により、立正大学から博士（地理学）を取得した。
2010年代半ばに東洋大学を退職した。

## おもな著書

### 単著
- ソ連・ロシアにおける工業の地域的展開―体制転換と移行期社会の経済地理、原書房、2006年

### 共編著
- （上野和彦との共編著）東京をまなぶ、古今書院、2019年

### 翻訳
- A・V・ダリンスキー（ロシア語版） 編、ロシア：ソ連解体後の地誌、大明堂、1997年